# 闕淵
闕渊（1904年—？），別字浩川，別號士復，中華民國軍事人物，畢業於中華民國陸軍軍官學校（黃埔軍校）第二期步兵科。

## 籍贯
根據湖南省檔案館校編的《黃埔軍校同學錄》，闕渊籍貫浙江杭縣，通訊處爲浙江麗水縣碧湖鎮。航空工业出版社1994年《中国军事航空》载闕渊为越南籍。《丽水文史资料第1辑》载其原名阮越生，父亲为越南皇族，在法国占领越南后流亡中国参加革命，阮越生为丽水碧湖人闕麟書收爲義子，取名淵。全国政协文史资料委员会编《文史资料存稿选编：中央航空学校的内幕》中载其原籍越南，本姓阮，冒充浙江丽水人。

## 生平
1924年8月考入廣州黃埔中國國民黨陸軍軍官學校第二期步兵科，次年9月畢業。1926年1月考入廣東航空學校第二期，次年任廣州黃埔國民革命軍軍官學校第六期第二總隊少校技術教官。
越南華僑盧光臨自傳《重見天日：一位華人在越共勞改營的真實故事》中記載，盧在越南共和國滅亡後，被關押在北越的勞改營中，在營中結識了前越南共和國軍人阮振亞：阮振亞是阮善述的孫子，在國軍時名爲「闕淵」，爲黃埔軍校第二期畢業生，畢業後參加過北伐、抗日戰爭和國共內戰，後退守臺灣，在越南共和國成立後前往南越訓練政戰幹部。
原越南共和國軍人阮公論（Nguyễn Công Luận）《Nationalist in the Viet Nam Wars》的回憶錄中亦提到阮振亞將軍爲阮善述的孫子，原爲國民革命軍將軍，後受到越南共和國總統吳廷琰邀請出任南越總參謀部顧問。阮公論提到，1962年時阮振亞在自己所屬的部隊與軍官交談時曾以中國國民黨的例子，警告南越政權過於依賴美國人和腐敗的危險。